# Mermessus naniwaensis
Mermessus naniwaensis là một loài nhện trong họ Linyphiidae.
Loài này thuộc chi Mermessus. Mermessus naniwaensis được Ryoji Oi miêu tả năm 1960.